# Puerto Cortés
Puerto Cortés, originalmente Puerto Caballos es una ciudad y principal puerto en la costa atlántica hondureña, departamento de Cortés, República de Honduras, y contiguo con la Laguna de Alvarado. La Portuaria es una de las más grandes en América Central.

## Límites
El área urbana de Puerto Cortés se sitúa en el extremo sur de una pequeña península, separada de tierra firme por la laguna de Alvarado. La ciudad tiene una extensión de 7 km, de este a oeste, y 4,5 km de norte a sur. El municipio del cual Puerto Cortés es cabecera posee una extensión territorial de 391.2 km². 38 aldeas y caseríos se ubican también en este territorio.
| Orientación | Límite                         |
| ----------- | ------------------------------ |
| Norte       | Mar Caribe                     |
| Sur         | Municipio de Choloma, Cortés   |
| Este        | Municipio de Tela, Atlántida   |
| Este        | Municipio de El Progreso, Yoro |
| Oeste       | Municipio de Omoa, Cortés      |
| Oeste       | Municipio de Choloma, Cortés   |

Su ubicación es en los 15°48′0″ latitud norte y 87° 57' 00 longitud oeste.

## Historia

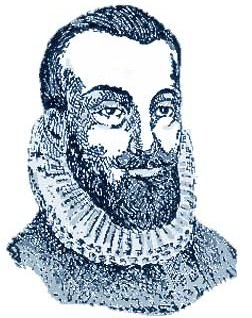
Dibujo de Gil González Dávila

Puerto Cortés fue fundado 1524 por el capitán Gil González Dávila, bajo el nombre de Villa de la Natividad de Nuestra Señora, en la zona que hoy se conoce como "Cienaguita". En 1526, después de recorrer por tierra casi toda la distancia desde México, llega por mar Hernán Cortés a confrontar al Capitán Gil González Dávila. Por causa de una tormenta estuvo a punto de naufragar y perdió 17 caballos, bautizando el lugar con el nombre de Puerto Caballos. En 1590, Bautista Antonelli diseñó, por encargo del Rey, una ruta terrestre entre el Golfo de Fonseca y Puerto Caballos; dicha ruta y sus defensas no fueron construidas debido al elevado costo. Christopher Newport ocupó la ciudad brevemente durante la  Batalla de Puerto Caballos (1603), parte de la Guerra anglo-española (1585-1604).  
Su nombre actual lo adquirió a partir del 5 de marzo de 1869, siendo presidente de la república el General José María Medina y su creación como municipio data del 3 de abril de 1882. El lugar como tal no tuvo una gran importancia por los conquistadores españoles, ya que la mayor parte de su territorio era pantanoso, más bien establecieron como puerto en esta zona el lugar que hoy se conoce como Omoa, al oeste del actual Puerto Cortés.

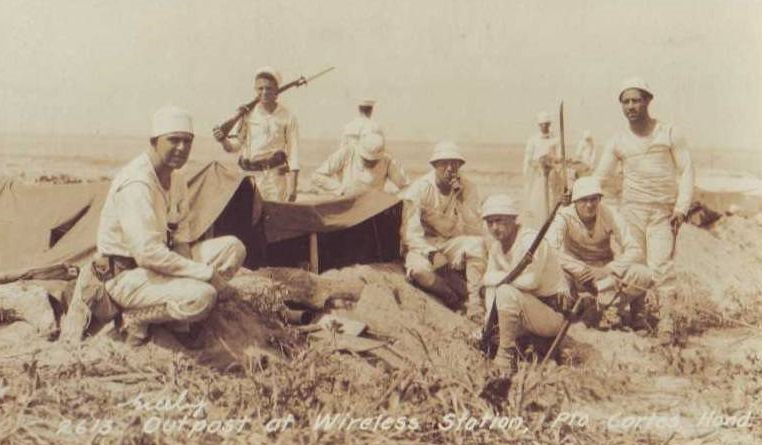
Marinería estadounidense en las playas de Puerto Cortes a inicios del.

El adelanto positivo de la ciudad de Puerto Cortés, arranca en el año de 1933, cuando la Municipalidad integrada por ciudadanos progresistas fundaron las bases para impulsar la modernización de la ciudad.

### Alcaldes
Desde la época democrática de la nueva Constitución de 1982.
| Periodo     | Nombre alcalde                 | partido político |
| ----------- | ------------------------------ | ---------------- |
| 1982 - 1983 | Mario Gonzalo Rodríguez        | PLH              |
| 1983 - 1984 | Roy Reyes Orellana             | PLH              |
| 1984 - 1985 | Mario Sabillón                 | PLH              |
| 1986 - 1990 | Rómulo Montoya                 | PLH              |
| 1990 - 1991 | Rolando Méndez                 | PNH              |
| 1992        | Rolando Orellana Cruz          | PNH              |
| 1992 - 1993 | Álvaro Zacarías Mena           | PNH              |
| 1994 - 1997 | Marlon Guillermo Lara Orellana | PLH              |
| 1998 - 2000 | Marlon Guillermo Lara Orellana | PLH              |
| 2002 - 2005 | Marlon Guillermo Lara Orellana | PLH              |
| 2006 - 2009 | Allan David Ramos Molina       | PLH              |
| 2010 - 2014 | Allan David Ramos Molina       | PLH              |
| 2014 - 2018 | Allan David Ramos Molina       | PLH              |
| 2018 - 2022 | Allan David Ramos Molina       | PLH              |
| 2022 - 2026 | María Luisa Martell Canizales  | PLH              |

## Población
| Año  | Hombres | Mujeres | TOTAL  |
| ---- | ------- | ------- | ------ |
| 1901 | 1785    | 1452    | 3237   |
| 1905 | 1524    | 1480    | 3004   |
| 1910 | 2071    | 1787    | 3858   |
| 1916 | 2252    | 2158    | 4410   |
| 1926 | 4401    | 3664    | 8065   |
| 1927 | 4401    | 3664    | 8065   |
| 1930 | 5279    | 4318    | 9597   |
| 1935 | 6141    | 5165    | 11306  |
| 1940 | 6660    | 5673    | 12333  |
| 1945 | 7396    | 6536    | 13932  |
| 1950 | 11479   | 9958    | 21437  |
| 1952 | 11479   | 9958    | 21437  |
| 1961 | 14579   | 14379   | 28958  |
| 1964 | 14327   | 14631   | 28958  |
| 1974 | 22092   | 22016   | 44108  |
| 1988 | 28803   | 29935   | 58738  |
| 2001 | 44448   | 45713   | 90161  |
| 2013 | 59113   | 63313   | 122426 |

| 2021 
| 1
| 2
|}

## Clima
Puerto Cortés tiene un Clima tropical lluvioso (Clasificación climática de Köppen: Af , con temperaturas cálidas y una humedad relativa alta debido a las precipitaciones a lo largo de todo el año. Sin embargo, estas condiciones son aliviadas por la ausencia de temperaturas extremas y por la presencia de agradables vientos alisios que soplan del océano Atlántico. Enero es el mes más tibio y soleado, con temperaturas máximas cercanas a 38 °C y mínimas de 22 °C. Julio es el mes más lluvioso, con temperaturas más bajas, siendo la máxima de 28 °C y la mínima de 19 °C.
| Parámetros climáticos promedio de Puerto Cortes | Parámetros climáticos promedio de Puerto Cortes | Parámetros climáticos promedio de Puerto Cortes | Parámetros climáticos promedio de Puerto Cortes | Parámetros climáticos promedio de Puerto Cortes | Parámetros climáticos promedio de Puerto Cortes | Parámetros climáticos promedio de Puerto Cortes | Parámetros climáticos promedio de Puerto Cortes | Parámetros climáticos promedio de Puerto Cortes | Parámetros climáticos promedio de Puerto Cortes | Parámetros climáticos promedio de Puerto Cortes | Parámetros climáticos promedio de Puerto Cortes | Parámetros climáticos promedio de Puerto Cortes | Parámetros climáticos promedio de Puerto Cortes |
| Mes                                             | Ene.                                            | Feb.                                            | Mar.                                            | Abr.                                            | May.                                            | Jun.                                            | Jul.                                            | Ago.                                            | Sep.                                            | Oct.                                            | Nov.                                            | Dic.                                            | Anual                                           |
| ----------------------------------------------- | ----------------------------------------------- | ----------------------------------------------- | ----------------------------------------------- | ----------------------------------------------- | ----------------------------------------------- | ----------------------------------------------- | ----------------------------------------------- | ----------------------------------------------- | ----------------------------------------------- | ----------------------------------------------- | ----------------------------------------------- | ----------------------------------------------- | ----------------------------------------------- |
| Temp. máx. abs. (°C)                            | 35.4                                            | 38.0                                            | 40.0                                            | 42.0                                            | 43.0                                            | 43.0                                            | 44.0                                            | 37.0                                            | 37.0                                            | 35.0                                            | 35.0                                            | 33.0                                            | 40.3                                            |
| Temp. máx. media (°C)                           | 26.0                                            | 27.0                                            | 30.7                                            | 34.0                                            | 36.0                                            | 36.0                                            | 37.1                                            | 37.0                                            | 35.0                                            | 35.1                                            | 34.0                                            | 27.9                                            | 33                                              |
| Temp. media (°C)                                | 26.0                                            | 26.5                                            | 28.1                                            | 29.3                                            | 30.5                                            | 34.0                                            | 34.0                                            | 34.1                                            | 30.0                                            | 26.0                                            | 25.0                                            | 25.2                                            | 33.0                                            |
| Temp. mín. media (°C)                           | 18.0                                            | 19.5                                            | 20.5                                            | 21.2                                            | 23.2                                            | 23.1                                            | 23.1                                            | 23.0                                            | 21.9                                            | 20.4                                            | 18.3                                            | 18.4                                            | 20.9                                            |
| Temp. mín. abs. (°C)                            | 12.3                                            | 10.1                                            | 13.0                                            | 15.0                                            | 21.7                                            | 17.9                                            | 18.5                                            | 17.0                                            | 17.0                                            | 17.0                                            | 17.0                                            | 17.0                                            | 10.3                                            |
| Precipitación total (cm)                        | 93.6                                            | 112.6                                           | 110.0                                           | 120.1                                           | 120.9                                           | 142.4                                           | 110.2                                           | 105.7                                           | 151.7                                           | 147.8                                           | 101.3                                           | 104.7                                           | 1421                                            |
| Días de lluvias (≥ 1 mm)                        | 9.6                                             | 9.3                                             | 9.6                                             | 10.6                                            | 12.1                                            | 16.7                                            | 16.6                                            | 17.8                                            | 17.1                                            | 13.2                                            | 10.3                                            | 10.2                                            | 153.1                                           |
| Horas de sol                                    | 300                                             | 279                                             | 286                                             | 257                                             | 243                                             | 253                                             | 301                                             | 279                                             | 272                                             | 283                                             | 258                                             | 273                                             | 3284                                            |
| Humedad relativa (%)                            | 77                                              | 77                                              | 75                                              | 79                                              | 100                                             | 100                                             | 100                                             | 100                                             | 93                                              | 67                                              | 63                                              | 62                                              | 82.8                                            |
| [cita requerida]                                |                                                 |                                                 |                                                 |                                                 |                                                 |                                                 |                                                 |                                                 |                                                 |                                                 |                                                 |                                                 |                                                 |

## Salud
- CEMECO (Centro Médico Cortés)
- CRIPCO (Centro de Rehabilitación Integral de Puerto Cortés).[6]
- Hospital del Caribe
- Hospital del Área
- Policlínica porteña

## Deportes
Puerto Cortés es sede del Platense Fútbol Club. Este club de fútbol, fue fundado el 4 de julio de 1960 en el barrio Campo Rojo, y fue el primer campeón de la Liga Nacional de Fútbol de Honduras.

## Economía

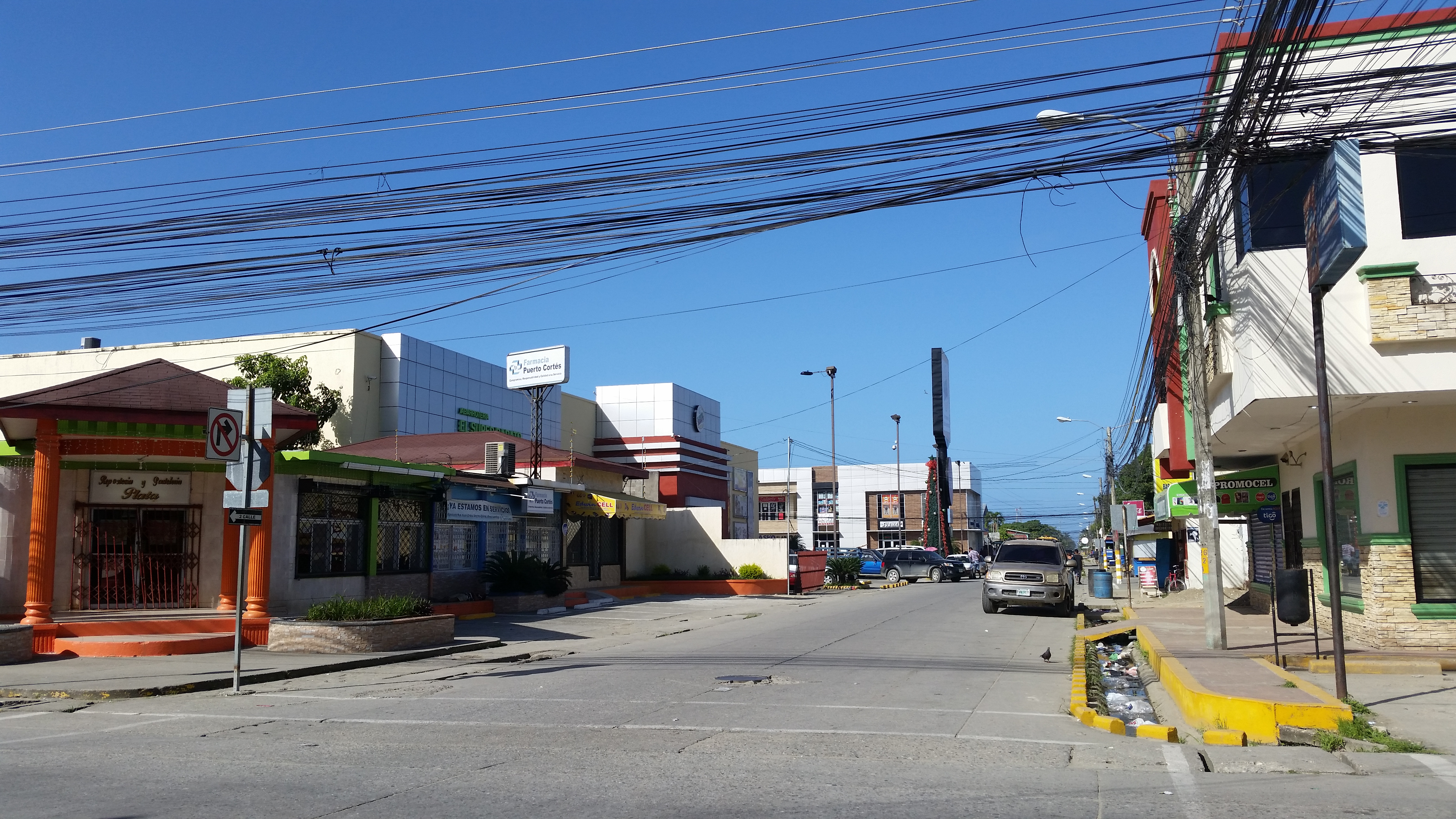
Calle principal de la ciudad, la cual esta llena de negocios.

La principal actividad económica de la ciudad está en torno a las operaciones del puerto el cual genera alrededor del 65% del empleo en Puerto Cortés, tales como servicios de carga, transporte, almacenamiento etc.
Otros sectores importantes son:
- La industria manufacturera
- El comercio
- La construcción
- El turismo

## Turismo

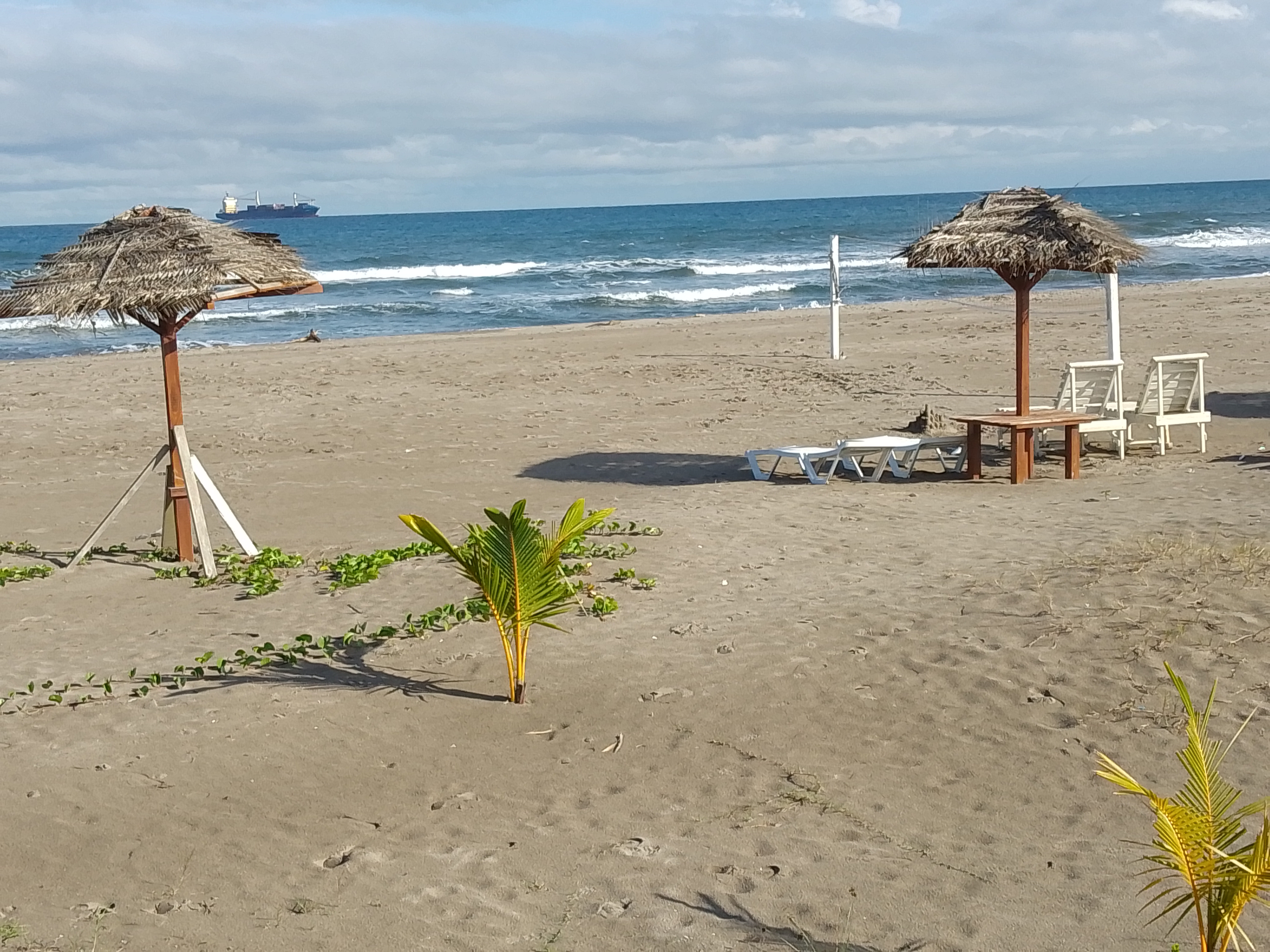
Una playa turística en Puerto Cortes.

Puerto Cortés cuenta con diversos atractivos turísticos; entre estos se encuentran sus playas, las más conocidas y visitadas son las Playas Municipales (La Coca Cola) caracterizadas por sus aguas calmas al encontrarse protegida por la bahía del puerto. Frente a estas playas se encuentran diversos restaurantes y hoteles y es el sitio donde se celebra durante su feria un sinnúmero de actividades recreativas.
Más al oeste se encuentra la playa de Cienaguita, es también otra de las más frecuentadas por los turistas nacionales y extranjeros, frente a esta playa se encuentran los principales Hoteles y restaurantes de playa de Puerto Cortés.

Al norte de la península porteña se encuentran las playas de El Faro, La Vacacional, Travesía y Bajamar, estas playas son de aguas más agitadas por encontrarse expuestas al mar abierto, pero sin duda eso las hace muy interesantes, ya que juntas componen varios kilómetros de blancas arenas, palmeras y mar transparente.

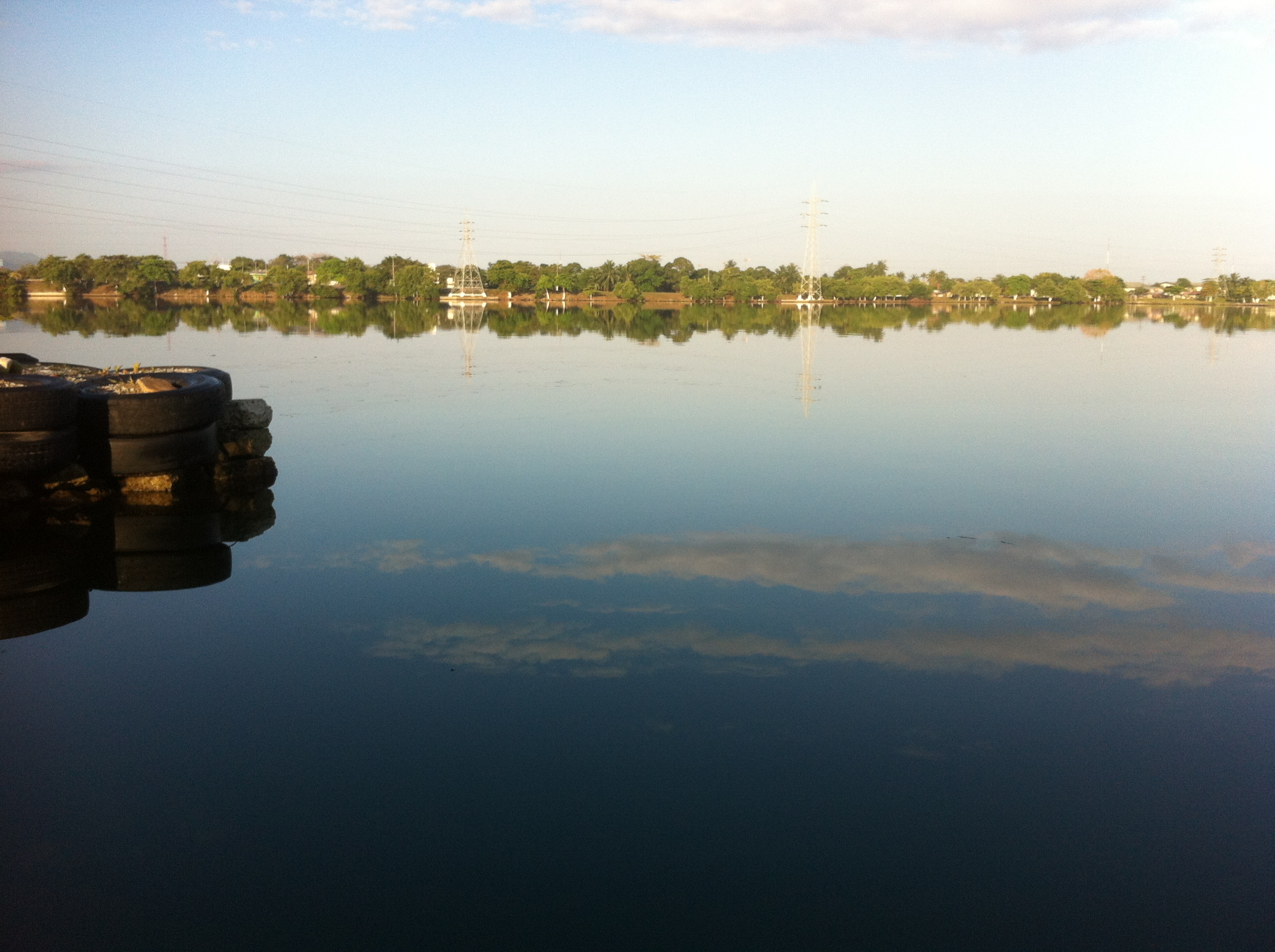
Amanecer en la Laguna de Alvarado

En esta Zona se encuentran las aldeas garífunas de Travesía y Bajamar, las cuales son un patrimonio Cultural del municipio.
Puerto Cortés cuenta la Laguna de Alvarado la cual se conecta al mar a través de la bahía porteña. La laguna de Alvarado está rodeada por manglares, es un lugar poco explotado turísticamente que sin duda posee un gran potencial. Otro lugar que hay que visitar al estar en Puerto Cortés es su malecón, es un lugar de recreación y relajación en familia.
Puerto Cortés celebra su feria patronal en el mes de agosto (Feria Agostina) es una época de festividades en las que cada barrio organiza su propia miniferia, con concursos y carnavales.
Entre los eventos de la feria Agostina se destacan, la coronación de rey Feo, carrera de cayucos, carrera de ciclismo, coronación de la reina de la feria, reina del carnaval y reina infantil, y diversas actividades culturales y gastronómicas, El último sábado de feria por la tarde se puede apreciar el desfile de carrozas y comparsas en las principales calles de la ciudad, y por la noche la espectacular “Noche Agostina” También conocida como “Noche Veneciana” en la cual se pueden observar en la bahía del Puerto, el desfile de góndolas, coloridamente decoradas con diferentes temáticas, cerrando el desfile con una alborada de luces pirotécnicas lo que da paso al gran carnaval de cierre de la feria.

## Operaciones Portuarias
La operaciones Portuarias de Puerto Cortés al igual que todos los puertos de Honduras, están a cargo de La Empresa Nacional Portuaria (ENP) La cual nació bajo la presidencia del Doctor Ramón Villeda Morales en 1958. La firma profesional TAM fue la encargada de llevar a cabo el proyecto, bajo la supervisión del ministro de Hacienda Licenciado Jorge Bueso Arias. En la actualidad la gestión de las operaciones de las distintas terminales portuarias de Puerto Cortés, han sido concecionadas a sendas compañías privadas, entre ellas la terminal de contenedores y carga general que se encuentra gestionada por la empresa Operadora Portuaria Centroamericana (OPC), que es parte de una transnacional dedicada al desarrollo y operación portuaria ICTSI. Esta concesión de las operaciones es a un plazo de 30 años y tomó vigencia en el año 2013. A su vez existen terminales de graneles sólidos y líquidos operados también por compañías privadas especializadas en cada rubro.
En el tiempo de la creación de la Empresa Nacional Portuaria Honduras se encontraba entre los mayores exportadores de banano en el mundo, por lo que las actividades comerciales de la empresa portuaria eran en su mayor parte; a base de este producto.
En 1965, la portuaria pasó a ser considerada un organismo con las mismas características de la de otros puertos importantes, en el mundo. Debido a ello, se le dio el nombre de Autoridad Nacional Portuaria; pero las autoridades del gobierno central estuvieron en desacuerdo, por lo que pasó a ser la Empresa Nacional Portuaria.
A través de los años; Puerto Cortés ha ido evolucionando notablemente. Hoy en día, posee una de las instalaciones más modernas de Centroamérica, recientemente le fue dada por las autoridades norteamericanas la certificación de "Puerto Seguro" ya que cuenta con un moderno equipo de rayos Gamma con el cual es revisado cada contenedor antes del embarque.
Puerto Cortés, tiene la ventaja de estar situado en una bien protegida bahía natural de aguas profundas en donde la variación de las mareas es insignificante, con un máximo de fluctuación de 0.3 m. Vientos generalmente de Noreste y corrientes inconstantes.

## Facilidades de la ENP con sus instalaciones en Puerto Cortés
Cuenta con seis muelles con una longitud total de 1,157.03 m de atracaderos. Zonas de almacenamiento cerradas y abiertas para todo tipo de mercaderías, las primeras consisten en dos bodegas que cubren 1,8 ha.
Las áreas abiertas o zonas de almacenamiento al aire libre alcanzan un total de 29,6 ha de los cuales 10,6 ha son considerados de reserva.

### Otras facilidades del Puerto
- Fácil acceso a Zonas y Ciudades industriales
- Instalaciones de Cabotaje
- Servicios Bancarios
- Almacén Frigorífico
- Zona Libre
- 1.157 m de atracaderos
- Patio para almacenar rastras y furgones: 8,3 ha
- Patio para almacenar contenedores: 7,5 ha
- Patio para almacenar mercadería: 3,2 ha
- Patios arrendados: 8,5 ha
- Patios para vehículos: 500 unidades
- Tanque de agua: 1000 m³
- Electricidad emergencia 2 MW
- Área Bodegas: 1,3 ha (Fuente ENP Web)

### Planes de expansión
A partir de octubre de 2008 comienza el proyecto de expansión y modernización de Puerto Cortés, el cual consiste en la construcción de nuevos muelles, dragado de la bahía, construcción de nueva terminal de contenedores, nueva y moderna terminal a granel y la instalación de nuevas grúas de pórtico de última generación así como todo el equipamiento del mismo, las proyecciones están dadas para que Puerto Cortés se convierta en un mega puerto de categoría mundial en el corto y mediano plazo.

## Telecomunicaciones
- Radio la Voz del Atlántico[7]
- Porvenir TV canal 35 Referencia televisiva

## División Política
Aldeas: 38 (2013)
Caseríos: 155 (2013)
| Código | Aldea                  |
| ------ | ---------------------- |
| 050601 | Puerto Cortés          |
| 050602 | Agua Caliente          |
| 050603 | Bajamar                |
| 050604 | Baracoa                |
| 050605 | Barra de Chamelecón    |
| 050606 | Bulichampa             |
| 050607 | Calán                  |
| 050608 | Cedros                 |
| 050609 | Colonia Gracias a Dios |
| 050610 | Concordia              |
| 050611 | Chameleconcito         |
| 050612 | El Bálsamo             |
| 050613 | El Bun                 |
| 050614 | El Chile               |
| 050615 | El Níspero             |
| 050616 | El Seis                |
| 050617 | Guanacastales          |
| 050618 | Kele Kele              |
| 050619 | La Campana             |
| 050620 | La Caoba               |
| 050621 | La Junta               |
| 050622 | La Pita                |
| 050623 | La Sabana              |
| 050624 | Las Delicias           |
| 050625 | Manacalito             |
| 050626 | Medina Abajo           |
| 050627 | Nisperales             |
| 050628 | Nola                   |
| 050629 | Paleto                 |
| 050630 | Puente Alto            |
| 050631 | Puente Baracoa         |
| 050632 | Río Arriba             |
| 050633 | Robles                 |
| 050634 | Santa Inés             |
| 050635 | Saraguayna             |
| 050636 | Sauce                  |
| 050637 | Ticamaya               |
| 050638 | Travesía               |